# منجوق‌لو (لاچین)
منجوق‌لو (ترکی آذربایجانی: Muncuqlu) یک منطقهٔ مسکونی در جمهوری آرتساخ است که در استان کاشاتاق واقع شده‌است.